# شهرضا
شَهرِضا (نام قدیمی: قُمشه) مرکز شهرستان شهرضا و یکی از مهم‌ترین شهرهای استان اصفهان است. این شهر در ۷۴ کیلومتری جنوب اصفهان در مسیر جاده اصفهان-شیراز واقع شده است.
شهرضا در سال‌های اخیر رشد و توسعه شهری نسبتاً بالایی را داشته به همین سبب برخی از آبادی‌های اطراف آن در محدوده خدمات شهری واقع و جزئی از شهر محسوب می‌شوند.

## تاریخ

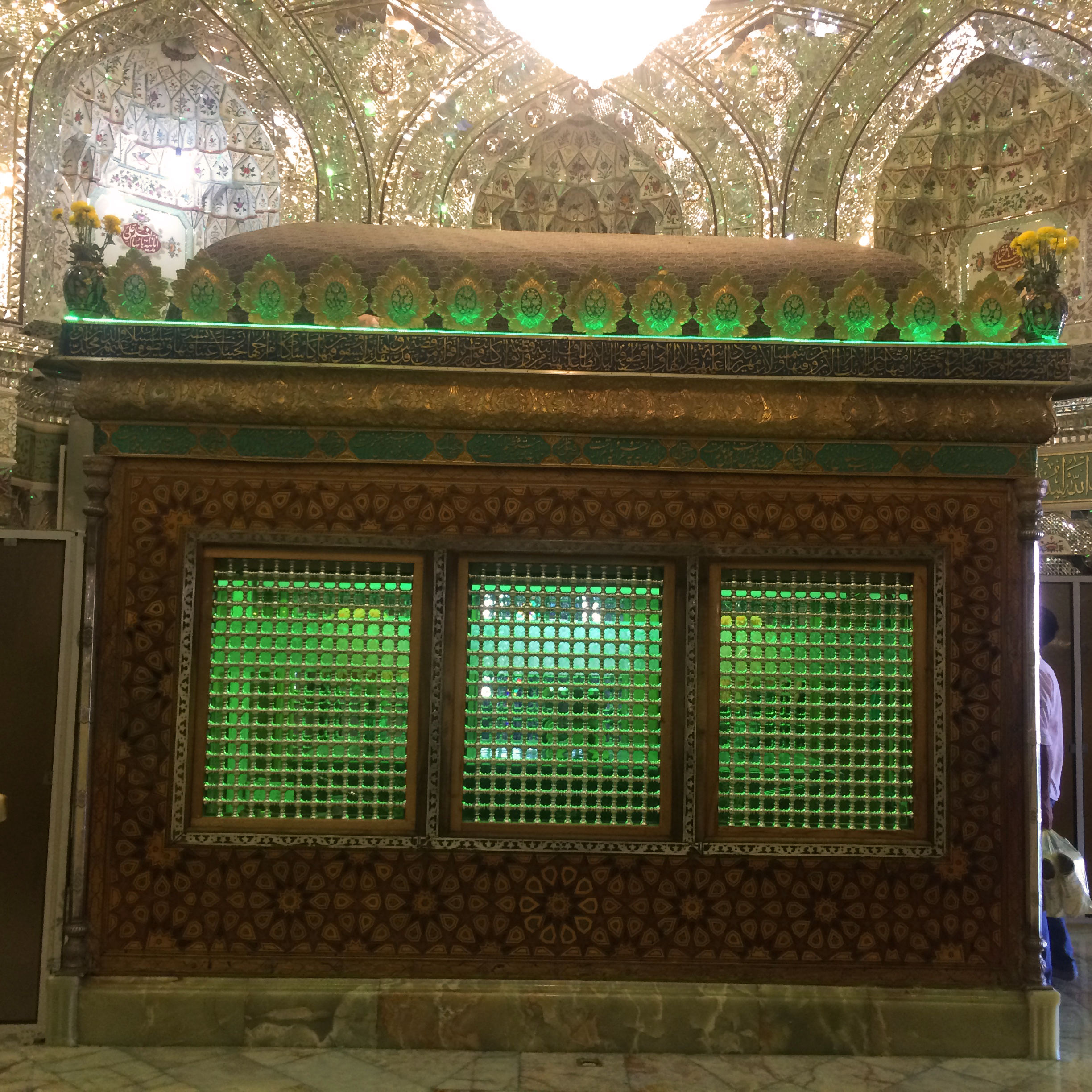
بازار شهرضا راسته مس گران

قصبه قمشه در روزگار سلاطین آل مظفر و شاهزادگان و فرزندان شاه شجاع حصاربندی آن تکمیل شد، شاه منصور مظفری از سال ۷۹۰ تا ۷۹۵ هجری برای یکدست کردن قدرت آل مظفر و جلب همکاری سلاطین ایلخانی، عثمانی و دیگر قدرت‌ها علیه تیمور لنگ تلاش کرد و سرانجام در نبردی با تیمور، جان باخت. تیمور پس از این نبرد، شاهزادگان آل مظفر را گردآورد و فرمان داد تا در قمشه آنان را کشتند و حتی اطفالی را که از آل مظفر در شهرها بودند نیز فرستادگان تیمور کشتند. در بیان علت قتل‌عام شاهزادگان آل مظفر، برخی از مورخان نوشته‌اند که چون این شاهزادگان در نبردهای جانشینی، هر شهر و روستایی را عرصهٔ نبردهای خویش ساخته بودند و رعایا از آنان آسیب بسیار می‌دیدند، پس تیمور برای رعایت رعایا، آل مظفر را قتل‌عام کرد. در پایان دوره صفویه و در هنگام محاصره پایتخت توسط محمود افغان، قلعه بزرگ قمشه ضمن فرستادن ۱۰ هزار سوار تفنگدار برای کمک به سپاه شاه سلطان حسین برای نجات پایتخت از محاصره (نبرد گلون‌آباد، سال ۱۱۳۵ هجری قمری)، به عنوان آخرین پایگاه مقاومت پایتخت در برابر شورش ابدالی‌های شرق ایران، تا آخرین نفس جنگید، تمامی مردان جنگجو کشته شدند، قلعه تسخیر و با خاک یکسان شد و آنگاه تصرف اصفهان میسر گشت. این شهر با سابقه طولانی از جمله شهرهای قدیمی و مهم استان اصفهان است. مردم بومی این شهرستان از قوم فارس هستند و لهجهٔ شهرضایی دارند. پس از توسعه شهرنشینی، گروه‌هایی مهاجر از اقوام لر و ترک نیز در این شهر سکنی گزیدند. مساعد بودن آب و هوا و سرسبزی محیط در شکل‌گیری هسته اولیه شهر نقش داشته است. بافت قدیم شهر بارها تجدید بنا شده، اما اصولاً حیات و هویت آن حفظ شده و در حال حاضر از نظر ترکیب و بافت فیزیکی با بخش‌های میانی و جدید شهر تفاوت دارد. به احتمال زیاد بافت نخستین این شهر به پیش از اسلام برمی‌گردد.
بازار شهرضا مرحله بعدی گسترش شهر مربوط به زمان صفویه می‌باشد که اصفهان به عنوان پایتخت انتخاب شد. قرار گرفتن این شهر در محور جاده اصفهان به فارس که یکی از راه‌های مهم تجاری بوده موجب رونق اقتصادی آن شده است. از طرف دیگر به خاطر نزدیکی‌اش با اصفهان نوعی عملکرد نظامی نیز داشته است. در این دوره به دلیل امنیت نسبی بافت فیزیکی شهر توسعه یافت.
مرحله بعدی گسترش شهر مربوط به دوره قاجاریه است. در این دوره شهر به شکل قلعه مانند و دارای دروازه بوده که هفت محله در آن جای می‌گرفته‌اند. مجموعه دروازه‌ها با عناصر تشکیل دهنده محله، نظیر بازارچه گذر، مسجد، تکیه، آب انبار و حمام در عین استقلال نسبی به کل شهر نیز وابسته بوده است. بازار در مرکز شهر قرار داشته و به عنوان کانون اصلی مبادلات اقتصادی و تجاری، همه شریان‌ها را به خود متصل کرده است.
در دهه ۴۰ ایجاد امنیت نسبی در کل کشور و تبدیل شهرضا به مرکز شهرستان موجب رشد شهرنشینی شد. به‌طوری‌که رشد کالبدی شهر در این دهه چشمگیر بوده است. در این دوره از حیات، شهر به دلیل ایجاد مناسبات جدید اجتماعی ـ اقتصادی و سیاسی شهر از حالت ایستا خارج شده و به یک رشد نسبتاً سریع شهرنشینی دست یافت و صنایع که تا این زمان تنها در مقیاس سنتی آن مطرح بوده جای خود را به کارخانه‌های نسبتاً بزرگ سپرد. جهات گسترش شهر در این دوره در بخش‌های شمال غربی بوده و بافت فیزیکی آن به عنوان پیوند دهنده بافت قدیم و جدید کاربرد شهری خود را حفظ نموده است.
در سال ۱۳۰۳ شمسی هنگامی که رضاخان پهلوی از قمشه عبور می‌کرد نام این شهر را به شهرضا تغییر دادند و از این سال رسماً شهر قمشه به شهرضا تبدیل شد.

## تغییر نام
شهرضا در گذشته «قمشه» نامیده می‌شده است. قمشه‌ای واژه‌ای پهلوی ساسانی است، که از روزگار باستان به این محل گفته شده و نخست «کمتنه» بوده است، چون پس از اسلام بیشتر واژگان «کم» به «قم» تبدیل یافته، مانند قمشه که کمشه بوده و این واژه می‌رساند که شهرضا پیش از اسلام سرزمینی آباد بوده است. دربارهٔ واژه قمشه در فرهنگ نوبهار آمده است:
«قمشه چون هرزه شهری است قریب به اصفهان که در اصل کومه شه بوده، کومه خانه‌ای است که از چوب و علف سازند و چون شاهان عهد قدیم در آن حدود به شکار می‌رفته و کومه خوبی برای او می‌ساخته‌اند، بدین نام موسوم داشته‌اند. رفته رفته شهری آباد گشته و مورد استعمال تخفیف یافته کمشه گردیده سپس معربش نموده قمشه گفتند…»
شماری از پژوهشگران گفته‌اند که قمشه از دو پاره «قم» و «شه» ترکیب و جای آب جوشنده و روان و ماندگار را به یاد می‌آورد.
واژه قمشه به معنای سرزمین پُرکاریز نیز هست، که بیشتر زمین‌های کشاورزی شهرضا به وسیله کاریزها آبیاری می‌شود.
شماری نیز می‌گویند به سبب وجود امام زاده شاهرضا در شمال شهر، این شهر را شهرضا می‌نامیده‌اند.
به هر حال در سال ۱۳۰۵ ه‍.ش نام این شهر از قمشه به شهرضا تغییر یافت. پس از پیروزی انقلاب اسلامی ایران، چون سید حسن مدرس در آن نشو و نما داشته است «مدرس شهر» نامیده شد، ولی چندی بعد در دوره دوم مجلس شورای اسلامی، نام شهرضا بر قمشه برتر دانسته شد و اکنون نام رسمی این شهر همان شهرضا است.

## مردم‌شناسی
مردم شهرضا فارس هستند، فارسی با لهجه شهرضایی صحبت می‌کنند. 

## آثار تاریخی شهرضا

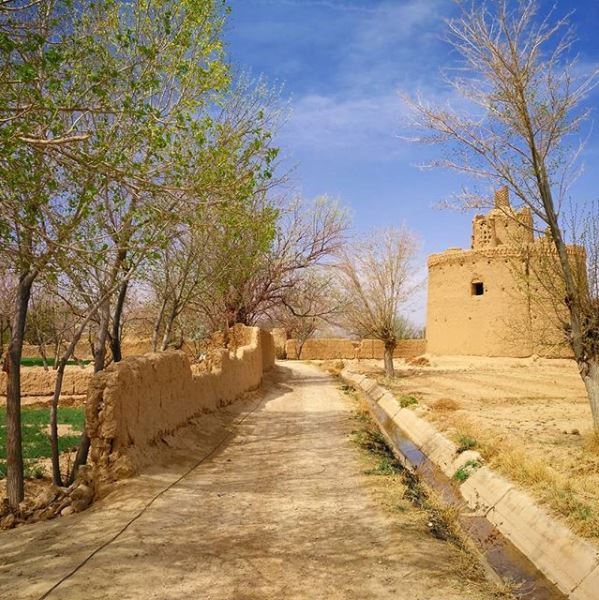
باوان

مناطق تاریخی شهرضا: بازار و تیمچه‌های بازار شهرضا، ق دو برج قلعهٔ تخریب شده در روستای ولندانمسجد نو، مسجد جامع، کاروانسرای امین‌آباد، کاروانسرای مهیار، کاروانسرای ملک، بازار سرپوشیده، کوره‌ی آجرپزی مناره، آسیاب‌های متعدد و ... می‌باشد . این شهر به واسطه نزدیکی به اصفهان ، در دوران های مختلف شاهد توسعه هایی بوده است. در نتیجه باعث شده بنا هایی از دوران های مختلف در این شهر قرار داشته باشند.

## آب و هوا
قسمتی از این شهرستان جلگه‌ای و قسمت دیگر کوهستانی و دارای آب و هوای خشک می‌باشد. درجه حرارت هوای شهرستان از جنوب به سمت شمال شرق افزایش می‌یابد؛ به طوری که میانگین سالانهٔ دما در جنوبی‌ترین قسمت شهرستان حدود ۱۰ درجه سانتیگراد و در قسمت شرق به ۱۶ درجه سانتیگراد می‌رسد. میزان تبخیر سالانه از ۱۴۰۰ میلی‌متر در شمال شرق تا حدود ۲۲۰ میلی‌متر در ناحیه جنوب غرب شهرستان کاهش می‌یابد.
بارندگی شهرستان تحت تأثیر جریانات جوی است که از سمت غرب وارد منطقه می‌شوند. توده‌های هوای باران‌زایی که از سطوح وسیع آب مانند دریای مدیترانه، دریای سیاه و اقیانوس اطلس سر چشمه می‌گیرند، منشأ اصلی بارش‌ها هستند. میانگین بارش سالانه در شهرستان از حدود ۴۰۰ میلی‌متر در جنوب غرب تا ۱۱۹ میلی‌متر در شرق شهرستان متغیر است.

## موقعیت جغرافیایی

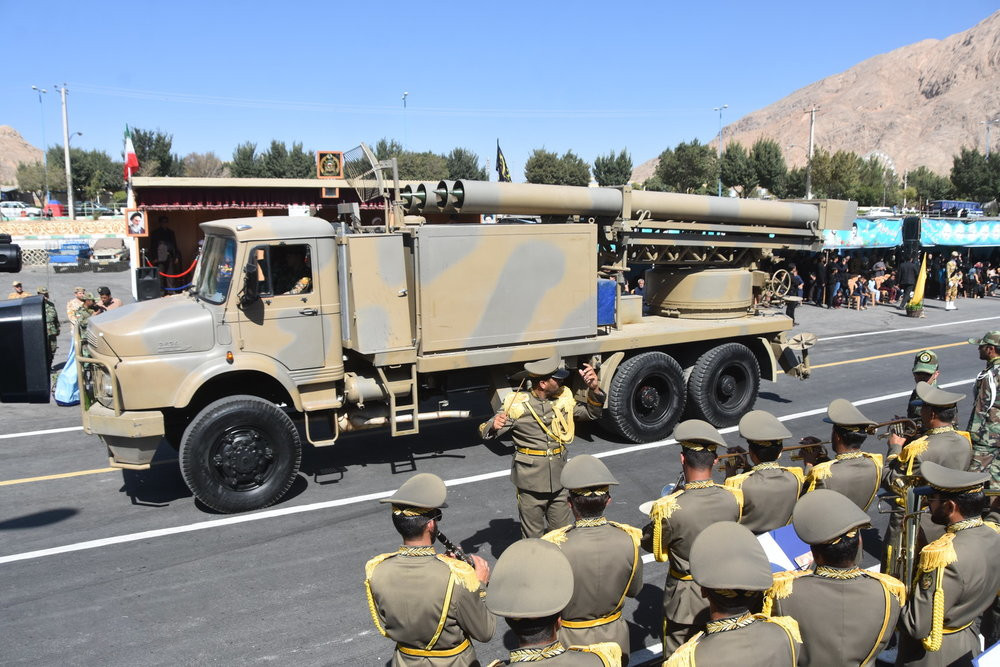
رژه ارتش

شهرستان شهرضا از شمال به شهرستان اصفهان از شمال غربی به شهرستان مبارکه، از جنوب شرقی به استان فارس، از شرق به استان یزد، از غرب به شهرستان دهاقان و از جنوب غربی به شهرستان سمیرم محدود می‌شود.
این شهرستان حدود ۹٫۴۵ کیلومتر مربع مساحت دارد و بین ۵۱ درجه و ۲۳ دقیقه و ۵۲ در جه و ۱۳ دقیقهٔ طول شرقی و ۳۱ درجه و ۲۴ دقیقه تا ۳۲درجه و ۲۴ دقیقه عرض شمالی قسمتی از بخش مرکزی فلات ایران را تشکیل می‌دهد.

## سوغات
از آنجا که تمام مناطق شهرستان شهرضا برای دامداری و کشاورزی بسیار مستعد هستند؛ فراورده‌های دامی و لبنی از قبیل ماست و کشک و خامه و فرش دستباف و منداب و گیوه و کتیرا همچنین انار و بادام بهترین سوغات آن محسوب می‌شوند.
محصولات و صادرات آن: سفال و سرامیک، کتیرا، روغن حیوانی، بادام، کشمش، کشک، نخود، میوه مخصوصاً انار، سیب زمینی و غلات می‌باشد.
انار شهرضا شامل مِیخوش، یاقوتی و دانه مشکی بهترین کیفیت را در میان گونه‌های دیگر انار داشته و گران‌ترین انارهای کشور محسوب می‌شوند؛ همین امر موجب نامگذاری شهر شهرضا به عنوان پایتخت انار ایران شده است. پوست قرمز، دانه‌های تیره رنگ، هسته نرم و درصد بالای آب از مهم‌ترین ویژگی‌های انار شهرضا است. بازار پسندی بالا به علت کیفیت، منجر به بالا بودن قیمت انار شهرضا گردیده است؛ به گونه‌ای که آبان‌ماه که فصل برداشت انار در شهرضا است، بسیاری از افراد سودجو مبادرت به خرید انار از استان فارس و سایر شهرهای استان اصفهان و فروش آن به نام انار شهرضا می‌کنند.
از بین کلیه مناطق زیر کشت انار در شهرستان شهرضا انار صحرای پودان و روستای امامزاده علی اکبر بهترین کیفیت انار در کشور ایران را داشته و زبان‌زد هستند.